# Samuel Wesley
Samuel Wesley (Bristol, 24 febbraio 1766 – Londra, 11 ottobre 1837) è stato un organista, compositore e direttore di coro inglese del tardo periodo georgiano.
Fu figlio di un celebre scrittore di inni, il metodista Charles Wesley, e della di lui consorte Sarah Gwynne. Suo nonno era l'omonimo poeta e lo zio paterno, John Wesley, era stato il fondatore della chiesa metodista.

## Biografia
Wesley dimostrò precocemente il proprio talento musicale. Suonò sia il violino che l'organo, e lavorò sia come direttore che come docente di musica. Molte delle sue partiture più famose sono di carattere sacro, tra queste si ricorda il mottetto In exitu Israel. Nel 1788 Wesley fu iniziato alla massoneria.
Nel 1793 Samuel sposò Charlotte Louise Martin e dalla loro unione nacquero 3 figli.
Tuttavia il matrimonio fallì a seguito di una relazione di Samuel con la cameriera, la giovanissima Sarah Suter. Samuel e Sarah non si sposarono mai, ma ebbero 7 figli, tra i quali Samuel Sebastian Wesley (1810 – 1876) che fu un organista della cattedrale di Bristol e compositore del periodo vittoriano.
Il Duca di Sussex lo nominò primo organista nel 1812, ma il musicista lasciò l'incarico nel 1818.
Morì nel 1837 e fu sepolto a Londra, nella Chiesa di Saint Marylebone Old Parish.